# Craig Williamson
Craig Michael Williamson, född 23 april 1949 i Johannesburg, är en sydafrikansk före detta polis som var verksam som spion under apartheideran. Williamson var inblandad i flera utländska bombdåd, inbrott, kidnappningar, mord och propagandaaktiviteter, understödda av den sydafrikanska apartheidregimen.

## International University Exchange Fund-härvan
Craig Wlliiamson hade under täckmantel av aktivism inom National Union of South African Students kontakt med anti-aparteidorganisationer som International University Exchange Fund (IUEF) i Genève. År 1976 lyckades han övertyga IUEF:s chef Lars-Gunnar Eriksson om att han behövde skydd från förföljelse av den sydafrikanska polisen. Efter att ha lämnat Sydafrika anställdes han i början av 1977 på IUEF:s sekretariat i Genève, först som informationsansvarig och sedan som biträdande chef under Eriksson. Han utpekades i december 1979 i Londontidningen Observer som sydafrikansk säkerhetsagent och lämnade Genève. Lars-Gunnar Eriksson avslöjade infiltrationen på en presskonferens i Stockholm i januari 1980, och lämnade sedan sin post, formellt i juni 1980. Organisationen upplöstes senare genom ett beslut av dess församling i december 1980.

## Palmemordet
Williamson nämndes tidigt som en av personerna i det så kallade Sydafrikaspåret i anslutning till mordet på Olof Palme. Bland annat publicerade Svenska Dagbladet i slutet av maj 1987 en artikel där det hävdades att Williamson hade planerat (dock ej utfört) mordet.
1994 besökte den svenske journalisten Boris Ersson Sydafrika och träffade där Riaan Stander, tidigare teknisk expert inom den sydafrikanska säkerhetstjänsten. Stander uppgav, precis som Svenska Dagbladet skrivit, att Williamson var den som hade planerat mordet. Stander berättade vidare att kodordet för mordet varit "Hammer" och att agenter tillhörande den svenska säkerhetspolisen (Säpo) hade deltagit i operationen genom att kartlägga Palmes rörelser och vanor. Mördaren namngavs som den sydafrikanske elitsoldaten och kaptenen Anthony White. Motivet för mordet skulle ha varit Sveriges och Olof Palmes aktiva kamp mot apartheidregimen. Ersson intervjuade också Williamson själv, som dock förnekade all inblandning i mordet. De uppgifter som Ersson fick av Stander nådde dock inte offentlighet i Sverige.
Den 26 september 1996 vittnade Eugene de Kock, före detta polisbefäl och överste inom den sydafrikanska säkerhetstjänsten, i en rättegång i Sydafrika och namngav där fyra personer (Craig Williamson, Anthony White, Roy Allen och Bertil Wedin) som ansvariga för Palmemordet. Detta var också första gången som dessa uppgifter nådde offentlighet i Sverige. Palmeutredarna besökte de Kock den 11 oktober och det visade sig då att hans kunskaper om mordet grundades på vad han hört i andra och tredje hand. Man lyckades inte heller få några bekräftelser på att uppgifterna var korrekta.

## Övriga aktiviteter
Williamson misstänks även för sprängattentatet mot ANC:s kontor på Gamla Brogatan i Stockholm den 8 september 1986.